# Parabonna goffergei
Parabonna goffergei Mello-Leitão, 1947 è un ragno appartenente alla famiglia Gnaphosidae.
È l'unica specie nota del genere Parabonna.

## Distribuzione
L'unica specie oggi nota di questo genere è stata rinvenuta in Brasile.

## Tassonomia
In una corrispondenza fra gli aracnologi António Brescovit e John Murphy, il Brescovit afferma che questo esemplare maschile del 1947 non è uno gnafoside: dalla descrizione sembrerebbe somigliare di più ad un liocranide.
Dal 1947 non sono stati esaminati altri esemplari, né sono state descritte sottospecie al 2015.